# Landgraaf
Landgraaf este o comună în provincia Limburg, Țările de Jos. 

## Localități componente
Nieuwenhagen, Schaesberg, Ubach over Worms.